# Дельта (система ситуаційної обізнаності)
«Дельта», також Delta — національна військова система ситуаційної обізнаності, яку використовують Сили безпеки і оборони України; побудована за стандартами НАТО, що уможливлює ведення мережево-центричної війни.

## Опис
Система «Дельта» інтегрує інформацію про розташування сил та засобів ворога і дозволяє в масштабі реального часу відстежувати положення військ противника та оперативно обліковувати виявлені об’єкти для їх подальшого вогневого ураження. Інформацію про противника система інтегрує на цифровій мапі, дані беруться з різних джерел: від постачальників супутникових знімків, з радарів, сенсорів, GPS-трекерів, радіоперехоплення. Користувачі бачать, що відбувається на суходолі, у морі, повітрі, космосі й кіберпросторі. Система може працювати на будь-якому пристрої: ноутбуці, планшеті або смартфоні.
Систему використовують для планування операцій та бойових дій. Через захищений месенджер Element, який є складовою «Дельти», проходить координація між підрозділами та захищений обмін інформацією. Платформа та сервіси «Дельта» побудовані за стандартами НАТО, підтримують специфікацію MIP (Multilateral Interoperability Programme) та дозволяють вести мережево-центричну війну. Система є сумісною з аналогічними рішеннями, які використовують армії країн — членів НАТО. За словами співзасновника «Аеророзвідки» Ярослава Гончара, вся новітня західна техніка, що надається союзниками України для відбиття російської агресії, майже автоматично інтегрується в Delta.

### «єВорог» та «STOP Russian War»
12 березня 2022 року до системи під'єднали чат-бот «єВорог», розроблений Міністерством цифрової трансформації, через який українці могли надсилати фото та відео перебування російських військ і техніки. Після обробки інформація потрапляє в систему «Дельта». За дев’ять місяців роботи чат-бота ним скористалися 433 тисячі українців, звітувало Мінцифри. 
Пізніше у «Дельту» інтегрували чат-бот «STOP Russian War», розроблений Службою безпеки України. 

## Історія
Розробку проєкту розпочали 2015 року волонтери команди «Аеророзвідка», які згодом підписали контракт із ЗСУ та очолили Центр впровадження та супроводження автоматизованих систем оперативного (бойового) управління (військова частина А2724). Перший прототип презентували 2016 року: це було поєднання системи відеонагляду та системи роботи з електронною картою. Керівництво країни ухвалило рішення, що проєкт треба розгортати та впроваджувати. 2017 року організація передала майнові права на свій продукт Міністерству оборони України. З 2017 року технічна команда брала участь в інкубаторах інновацій і технологій TIDE Hackathon, TIDE Sprint i CWIX. 2019 року на CWIX-2019 підтвердили те, що система «Дельта» взаємно сумісна з аналогічними системами країн НАТО.
2020 року військову частину А2724, яка розробляла систему, розформували. 2021 року розробники увійшли в нову структуру — Центр інновацій та розвитку оборонних технологій Міноборони за підтримки Мінцифри та іноземних союзників. Станом на 2022 рік головний архітектор «Дельти» — Артем Мартиненко. Після повномасштабного вторгнення Росії в Україну усю інфраструктуру «Дельти» перевели в «хмару». Протягом 2022 року відбулося понад 30 оновлень системи із новою функціональністю.
У липні 2022 року розробники «Дельти» стали асоційованими членами багатосторонньої програми взаємосумісності (МІР), а у жовтні офіцери Центру інновацій та розвитку оборонних технологій презентували систему на щорічному закритому заході TIDE Sprint. Міністр цифрової трансформації Михайло Федоров на заході заявив, що «Україна перебуває в процесі тестування та впровадження нових стандартів для НАТО». Одразу ж після цього російська пропаганда запустила хвилю інформаційно-психологічної спецоперації, аби дискредитувати систему. Система Deltа довела сумісність з Link 16.
4 лютого 2023 року за поданням міністра оборони Олексія Резнікова Кабінет Міністрів України ухвалив рішення щодо запровадження системи Delta в Силах оборони.
10 квітня 2024 року Михайло Федоров розповів про впровадження технології UA Drone ID яка допоможе ідентифікувати свої/чужі бпла. Так вдасться мінімізувати дружній вогонь, зберегти більше наших дронів та краще проаналізувати їх використання. UA Drone ID розробили військові з Центру інновацій Міноборони разом із громадською організацією «Аеророзвідка» та компанією CossackLabs.
14 лютого 2025 року у DELTA інтегрували новий модуль Target Hub для планування й керування вогневою роботою підрозділів, який дозволить створювати і призначати цілі та обмінюватися ними на цифровій мапі - Monitor. Надалі модуль інтегрується з іншими компонентами екосистеми, як-от Mission Control, Vezha та Element. Таке поєднання інструментів забезпечує повну синхронізацію даних та підвищить ефективність виконання завдань на всіх рівнях.  

## Застосування
З 2016 року систему використовують військово-морські сили Збройних сил України. 2019 року ГУР повідомляло про застосування системи в зоні проведення Операції об'єднаних сил.
Під час російського вторгнення в Україну систему почали активно застосовувати, зокрема під час оборони Києва, знищення крейсера «Москва», звільнення острова Зміїний,  Слобожанського контрнаступу. До системи під'єднали Національну гвардію, прикордонників, Службу безпеки, Міністерство внутрішніх справ, тероборону, операторів мобільного зв’язку та добровольців. Станом на травень 2022 року до системи щодня доєднуються 20—30 нових користувачів. За словами розробників, кількість користувачів «росте з геометричною прогресією».
11 липня 2023 року Міністерство цифрової трансформації України повідомив, що Дельту успішно протестували з 15 системами з 10 країн, включно з 3 системами, розробленими безпосередньо НАТО. Також протестували 4 протоколи обміну даними, за якими працює більшість сучасного озброєння, що отримує Україна від західних партнерів. Головний протокол, який протестували Link 16. Він дає можливість отримувати дані в Delta з винищувачів F-16
В грудні 2024 року Заступницею міністра оборони Катериною Черногоренко було повідомлення, що в Дельті використовується, бойовий модуль - "Вежа" (Vezha), що дає можливість збирати відео стріми з дронів, та передавати інформацію в пункти управління, де за допомогою ШІ виконується допомога в дедоктування цілей.
29 квітня 2025 року було повідомлено, що одна з країн НАТО запросила експорт української системи Delta. Підполковниця Центру інновацій Міноборони та начальниця одного з відділів розробки DELTA Єлизавета Бойко пояснила, що аналогічні системи почали впроваджувати країни-партнери ще у 90-х, проте, зараз вони суттєво застаріли, в той час, як теперішній стан програми дає можливість контролю оперативної інформації поля бою з мінімальним часом затримки. Наразі триває розробка моделі експорту. Щойно буде укладена міжурядова угода, інформацію оголосять публічно.

## Безпека
Система побудована за моделлю «нульової довіри» (англ. zero trust security), яка гарантує високий рівень безпеки, та оснащена автоматизованим моніторингом підозрілої активності та спроб зламу. Користувачів «Дельти» перевіряють за протоколом СБУ.
З 2021 року кіберпідрозділи союзників України регулярно перевіряють систему «Дельта» на вразливості, спроби несанкціонованого проникнення та витоку даних. Так, у березні 2021 року розробники проводили захід Hack Delta, на якому підрозділ одного з союзників, що відповідає за «кібердомен», протягом півтора місяця проводив повне тестування системи на наявність вразливостей. У підсумку не було виявлено критичних та високих загроз, а знайдені низькі та середні загрози розробники згодом закрили.
В жовтні 2024 році за заявою Катерини Черногоренко в Міністерстві оборони України з'явився Центр реагування на кіберінциденти .

## Реєстрація в системі
- Після заповнення полів форми реєстрації на пошту користувача приходить сповіщення.
- Протягом 1—2 днів з потенційним користувачем зв'язуються для уточнення деталей.
- Після узгодження всіх деталей, приходить лист на електронну пошту для налаштування двофакторної автентифікації

Для підтвердження особи користувача система використовує наступні можливості:
1. Через поручителя. Найшвидший варіант. Поручитель — це вже активний користувач Дельти, який може підтвердити вашу особу і підрозділ. Якщо користувач має таку людину, то слід запитати її, чи вона не проти бути поручителем і її логін в Дельті (важливо дізнатися саме логін в Дельті).
2. Через СЕДО-М. Система електронного документообігу. Для цього варіанту можна в штабі / військовій частині дізнатися, чи вони ним користуються і чи зможуть відправити рапорт, що користувачу треба надати доступ до Дельти (приклад рапорт).
3. Якщо перші два варіанти відпали. Тоді відповідальні за перевірку в Дельті спробують наявними шляхами перевірити особу користувача, але це забирає значно більше часу і не гарантовано завершується успіхом.

Система зберігає паспортні дані користувача. 